# Liste der Straßen in Berlin-Plänterwald

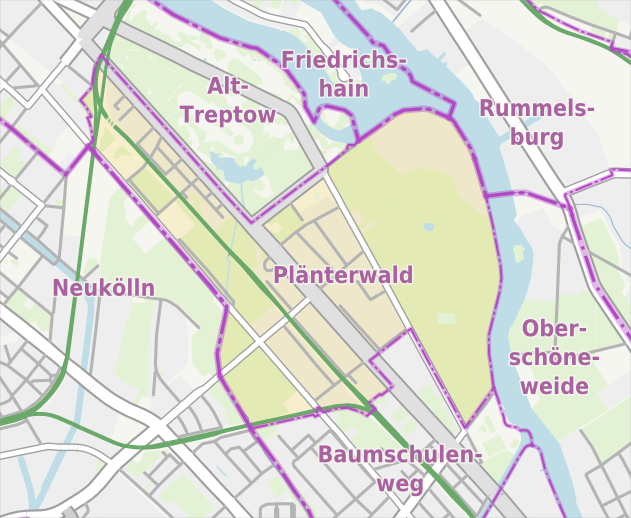
Übersichtskarte von Berlin-Plänterwald

Die Liste der Straßen in Berlin-Plänterwald beschreibt das Straßensystem im Berliner Ortsteil Plänterwald mit den entsprechenden historischen Bezügen. Gleichzeitig ist diese Zusammenstellung ein Teil der Listen aller Berliner Straßen und Plätze.

## Überblick
Plänterwald hat 11.435 Einwohner (Stand: 31. Dezember 2023) und umfasst die Postleitzahlenbereiche 12435 und 12437.

## Übersicht der Straßen
Die nachfolgende Tabelle gibt eine Übersicht über die vorhandenen Straßen  im Ortsteil sowie einige dazugehörige Informationen.
- Name/Lage: aktuelle Bezeichnung der Straße. Über den Link Lage kann die Straße  auf verschiedenen Kartendiensten angezeigt werden. Die Geoposition gibt die Lage der ungefähren Mitte der Straßenlänge an.
- Im amtlichen Straßenverzeichnis nicht aufgeführte Verkehrswege sind mit * gekennzeichnet.
- Ehemalige oder nicht mehr gültige Straßennamen sind kursiv gesetzt. Für bedeutende ehemalige Straßen oder historische Straßennamen ist gegebenenfalls eine gesonderte Liste vorhanden.
- Länge/Maße in Metern:
Die in der Übersicht enthaltenen Längenangaben sind  gerundete Übersichtswerte, die in Google Earth mit dem dortigen Maßstab ermittelt wurden. Sie dienen Vergleichszwecken und werden, sofern amtliche Werte bekannt sind, ausgetauscht und gesondert gekennzeichnet.
Sofern die Straße auch in benachbarte Ortsteile weiterführt, gibt der Zusatz ‚im Ortsteil‘ an, wie lang der Straßenabschnitt innerhalb des Ortsteils dieses Artikels ist.
- Namensherkunft: Ursprung oder Bezug des Namens.
- Anmerkungen: weitere Informationen über anliegende Baudenkmale oder Institutionen, die Geschichte der Straße und historische Bezeichnungen.
- Bild: Foto der Straße oder eines anliegenden Objektes.

| Name/Lage                    | Länge/Maße (in Metern) | Namensherkunft | Datum der Benennung | Anmerkungen | Bild                  |
| ---------------------------- | ---------------------- | --- | ------------------- | --- | --------------------- |
| Am Plänterwald (Lage)        | 0500                   | Plenterwald, bewirtschafteter Hochwald, bei der Bäume aller Dimensionen (nicht Altersklassen!) in buntem Gemisch durcheinander stehen. | 24. Juni 1960       | Die Straße verläuft von der Köpenicker Landstraße bis zur Neuen Krugallee. Bevor sie ihren heutigen Namen erhielt wurde sie laut Bebauungsplan als Straße 150 bezeichnet. | Am Plänterwald        |
| Am Treptower Park (Lage)     | 1400 (im Ortsteil)     | Treptower Park, ein zwischen 1876 und 1887 an der Spree angelegter Park                                                                | 7. Sep. 1901        | Die Straße führt von der Puschkinallee bis zur Bulgarischen Straße und setzt sich als Köpenicker Landstraße fort. Die Straße ist als Teil der Bundesstraße 96a Einbahnstraße in südöstlicher Richtung. Der Hausnummernverlauf folgt dem Prinzip der Hufeisennummerierung. Sie war vor 1909 Teil der Köpenicker Landstraße. Ein Teil des Straßenlandes und die nordöstliche Straßenseite liegen in Alt-Treptow. Das Mietshausensemble mit den Hausnummern 16–21, 24–25, 27–39 und 43–50 steht unter Denkmalschutz. | Am Treptower Park     |
| Bergaustraße (Lage)          | 0500                   | Fritz Bergau (1894–1941), Buchdrucker und Widerstandskämpfer                                                                           | 17. Juli 1966       | Die Bergaustraße verläuft vom Dammweg bis zur Eichbuschallee. Sie wurde im Zusammenhang mit dem Wohnungsbau im Wohngebiet Plänterwald angelegt und zunächst als Neubaustraße A bezeichnet. Die Witwe des Namensgebers wohnte zur Zeit der Benennung in dieser Straße. | Bergaustraße          |
| Bulgarische Straße (Lage)    | 0780 (im Ortsteil)     | Bulgarien, Land in Osteuropa | 30. Sep. 1935       | Der Verkehrsweg verläuft von der Straße Am Treptower Park / Köpenicker Landstraße über Alt-Treptow / Neue Krugallee bis zur Spree. Die vorherigen Namen waren Park-Allee (1842 bis um 1888) und Parkstraße (um 1888 bis 1935). Die nordwestliche Straßenseite liegt in Alt-Treptow. | Bulgarische Straße    |
| Dammweg (Lage)               | 1870 (im Ortsteil)     | Knüppeldamm, ein durch Holzbohlen befestigter Weg                                                                                      | 29. Jan. 1842       | Der Dammweg verbindet die Kiehnwerderallee mit dem Straßenzug Sonnenallee und Grenzallee. Der Hausnummernverlauf folgt dem Prinzip der Orientierungsnummerierung. Im Stadtplan von 1877 war der Dammweg von der Kaiserstraße (heute: Neuköllnische Allee) bis zum Kiefholzweg eingezeichnet. Früher wurde der Weg inoffiziell auch Knüppeldamm genannt. Der südwestliche Abschnitt der Straße liegt in Neukölln. Während der Deutschen Teilung war der Dammweg durch die Berliner Mauer unterbrochen. | Dammweg               |
| Defreggerstraße (Lage)       | 0310                   | Franz von Defregger (1835–1921), Maler                                                                                                 | 12. Okt. 1909       | Die Defreggerstraße verläuft von der Puderstraße bis zur Karpfenteichstraße. Sie trug zunächst die Bezeichnung Straße 9 und wurde gegen Ende des 19. Jahrhunderts mit repräsentativen Bürgerhäusern bebaut. | Defreggerstraße       |
| Eichbuschallee (Lage)        | 0750(im Ortsteil)      | nach dem Eichbusch, einem früher hier gelegenen kleinen Eichenwäldchen                                                                 | 29. Jan. 1842       | Die Eichbuschallee verläuft von der Kiefholzstraße bis Neue Krugallee und bildet einen Fußweg bis zur Kiehnwerderallee. Ein Teil der Südostseite der Straße mit den ungeraden Hausnummern 1 bis 15 liegt in Baumschulenweg. | Eichbuschallee        |
| Erich-Lodemann-Straße (Lage) | 0500                   | Erich Lodemann (1909–1944), Angestellter und Widerstandskämpfer                                                                        | 24. Aug. 1962       | Der Hausnummernbereich 1 bis 39 reicht vom Dammweg bis zum S-Bahnhof Plänterwald und endet dort als Sackgasse. Mit den Hausnummern 41 bis 135 verläuft sie weiter vom Dammweg bis zur Eichbuschallee. Zuerst hieß sie Straße 400. Zwischen dem S-Bahnhof und dem Wohnblock mit den Hausnummern 1 bis 9 befindet sich ein Feldweg, der seit dem 2. Mai 1998 ebenfalls zur Erich-Lodemann-Straße gehört. Die Straße wurde im Zusammenhang mit dem Wohnungsbau an der Köpenicker Landstraße zu Beginn der 1960er Jahre angelegt und bebaut. | Erich-Lodemann-Straße |
| Erwin-Bennewitz-Weg (Lage)   | 0200                   | Erwin Bennewitz (1902–1980), von Oktober 1946 bis Juli 1948 Bezirksbürgermeister von Treptow                                           | 24. Feb. 2011       | Der Erwin-Bennewitz-Weg verläuft von der Bulgarischen Straße bis zur Straße Am Plänterwald und endet dort als Sackgasse. Bis zur Umbenennung am 24. Februar 2011 hieß die Straße Pappelallee. Sie verlief ursprünglich von der Parkstraße, die heute den Namen Bulgarische Straße trägt, bis zur Eichebuschallee. Der Bereich zwischen der Straße 150, der heutigen Straße Am Plänterwald, wurde 1960 wegen des Wohnungsbaus aufgehoben. | Erwin-Bennewitz-Weg   |
| Galileistraße (Lage)         | 0350                   | Galileo Galilei (1564–1642), italienischer Physiker und Astronom                                                                       | 8. Aug. 1960        | Die Galileistraße führt von der Straße Am Plänterwald bis zum Dammweg. Der Hausnummernverlauf folgt dem Prinzip der Orientierungsnummerierung. | Galileistraße         |
| Hans-Thoma-Straße (Lage)     | 0170                   | Hans Thoma (1839–1924), Maler | 18. Dez. 1956       | Die Hans-Thoma-Straße geht vom Treptower Park ab. Zuerst war es die Straße 13. | Hans-Thoma-Straße     |
| Herkomerstraße (Lage)        | 0170                   | Hubert von Herkomer (1849–1914), Maler                                                                                                 | 30. Nov. 1911       | Die Straße verläuft von der Straße Am Treptower Park bis zur Stuckstraße. Bevor sie ihren heutigen Namen erhielt wurde sie als Straße 14 bezeichnet. Die Mietshäuser mit den Hausnummern 6 und 12 sowie 7–9 stehen unter Denkmalschutz. | Herkomerstraße        |
| Karpfenteichstraße (Lage)    | 0390                   | nach einem Karpfenteich im Treptower Park                                                                                              | 9. Juni 1905        | Die Straße führt von Am Treptower Park bis zur Kiefholzstraße. Um 1901 bis 1905 trug sie offiziell den Namen Sackführerdamm, wie aus einem Adressbuch aus dem Jahr 1901 zu entnehmen ist. Erstmals benannt, aber noch nicht als offizielle Straße behandelt, wurde der Weg am 20. Juli 1826 in einer Akte des Magistrats von Berlin. Die Umbenennung in Karpfenteichstraße erfolgte unter kontroversen Auseinandersetzungen, nachdem sich durch die Bebauung des Wohnviertels am Treptower Park ein neues Bürgertum niedergelassen hatte. Der Weg, der bereits ohne Namen auf einer Karte von Carl Oesfeld aus dem Jahr 1786 eingezeichnet wurde, war damals Teil einer Straße nach Rixdorf und diente als Verbindung vom Teltow zur Spree. Er wurde angeblich als Fluchtweg durch den Bruchwald zum Burgwall auf dem Kreuzbaum angelegt. Im Mittelalter und dem Dreißigjährigen Krieg wurde er von flüchtigen Bauern genutzt. Später diente er Müllern als Transportweg zur Spree. | Karpfenteichstraße    |
| Kiefholzstraße (Lage)        | 2170 (im Ortsteil)     | Kiefholz, alter Name für Kieferngehölz                                                                                                 | 25. Nov. 1895       | Die Straße führt von der Lohmühlenstraße bis Südostallee und Rixdorfer Straße. Teile der Straße verlaufen in Alt-Treptow, Neukölln und Baumschulenweg. Von 1842 bis 1895 hieß die Straße Kiefholzweg. Die Kiefholzstraße führt mit 428 Hausnummern durch vier Berliner Ortsteile und drei Postleitzahlenbereiche und folgt dabei dem Prinzip der Hufeisennummerierung. In Plänterwald befinden sich die Hausnummern 327 bis 392. Die Straße war Ausgangspunkt für mehrere Tunnelflüchtlinge während der deutschen Teilung. Der Abschnitt zwischen Puder- und Karpfenteichstraße wurde 1903 ausgebaut. | Kiefholzstraße        |
| Kiehnwerderallee (Lage)      | 1420                   | Kiehnwerder, alte Bezeichnung für den sumpfigen Teil der Spreeniederung, durch den die Straße verlief.                                 | 29. Jan. 1842       | Die Kiehnwerderallee verläuft vom Dammweg bis zur Baumschulenstraße. Am 24. September 1997 wurde die Kiehnwerderallee als amtliche Straße entwidmet. Das 1890 bis 1891 und 1914 erbaute Eierhäuschen mit der Hausnummer 1 steht unter Denkmalschutz. | Kiehnwerderallee      |
| Klingerstraße (Lage)         | 080                    | Max Klinger (1857–1920), Bildhauer, Maler und Grafiker                                                                                 | 7. Juli 1910        | Die Klingerstraße verläuft von der Straße Am Treptower Park bis zur Leiblstraße. Zuerst wurde sie als Straße B bezeichnet. | Klingerstraße         |
| Köpenicker Landstraße (Lage) | 1300 (im Ortsteil)     | Köpenick, bis 1920 eigenständige Stadt und heute Ortsteil von Berlin                                                                   | um 1896             | Die Straße führt von Am Treptower Park und der Bulgarischen Straße bis zur Schnellerstraße. Der Hausnummernverlauf folgt dem Prinzip der Orientierungsnummerierung. Der südöstliche Abschnitt der Straße gehört zu Baumschulenweg und Niederschöneweide. Die Straße trug zunächst den Namen Köpenicker Weg. Dieser wurde 1889 befestigt. 1896 begann seine Instandsetzung und der Ausbau. Bis zur Gewerbeausstellung im Jahr 1896 wurde die Straße zur Chaussee ausgebaut. Der Abschnitt zwischen der Bouchéstraße und der Bulgarischen Straße wurde 1909 in Am Treptower Park umbenannt. | Köpenicker Landstraße |
| Leiblstraße (Lage)           | 0280                   | Wilhelm Leibl (1844–1900), Maler | 1910                | Die Straße führt von der Karpfenteichstraße über die Ludwig-Richter-Straße. | Leiblstraße           |
| Ludwig-Richter-Straße (Lage) | 080                    | Ludwig Richter (1803–1884), Maler | 8. Okt. 1909        | Die Straße verläuft von der Straße Am Treptower Park bis zur Leiblstraße. Vor der offiziellen Namensgebung bestand sie aus den Straßen 56 und 54. | Ludwig-Richter-Straße |
| Moosdorfstraße (Lage)        | 0150                   | Otto Moosdorf (1864–1932), Unternehmer und Kommunalpolitiker in Treptow                                                                | 15. Nov. 1907       | Die Moosdorfstraße geht von der Straße Am Treptower Park ab. Zunächst hieß sie Straße 12. Die von 1907 bis 1909 erbauten Mietshäuser mit den Hausnummern 3–14 stehen als Gesamtanlage zusammen mit dem Haus Nummer 24 der Straße Am Treptower Park unter Denkmalschutz. | Moosdorfstraße        |
| Neue Krugallee (Lage)        | 1100 (im Ortsteil)     | Neuer Krug, ehemaliges Gasthaus in Niederschöneweide, in dessen Richtung die Straße verlief                                            | 29. Jan. 1842       | Die Neue Krugallee verbindet die Bulgarische Straße und Alt-Treptow mit dem Rodelbergweg. Der Hausnummernverlauf folgt dem Prinzip der Orientierungsnummerierung. Der südöstliche Abschnitt der Straße verläuft in Baumschulenweg. Die in den Jahren 1908 bis 1910 errichteten Gebäude mit den Hausnummern 2 bis 6 und das 1876 erbaute Amtsgebäude mit der Nummer 8 sowie die Reihenhäuser 24 bis 30 aus den Jahren 1919 bis 1921 stehen unter Denkmalschutz. Des Weiteren als Baudenkmal geschützt ist die 1927 bis 1928 errichtete Gesamtanlage mit den geraden Hausnummern des Straßenabschnitts 32 bis 52. | Neue Krugallee        |
| Orionstraße (Lage)           | 0340                   | Orion, Sternbild | 8. Aug. 1960        | Die Straße führt von der Straße Am Plänterwald zum Dammweg. Der vorherige Name war Straße 252 (Stichstraße II). | Orionstraße           |
| Platanenweg (Lage)           | 0370                   | Platanen, Baumart und einzige Gattung in der Familie der Platanengewächse                                                              | 14. Juli 1961       | Der Platanenweg führt von der Eichbuschallee zur Willi-Sänger-Straße und endet dort als Sackgasse. Der Hausnummernverlauf folgt dem Prinzip der Hufeisennummerierung. | Platanenweg           |
| Poetensteig (Lage)           | 0340                   | Poet, synonym für ‚Dichter‘, seltener auch für ‚Schriftsteller‘ oder ‚Autor‘                                                           | 29. Jan. 1842       | Der Poetensteig geht als Fußweg von der Bulgarischen Straße ab. Am 24. September 1997 wurde der Poetensteig als amtliche Straße entwidmet. | Poetensteig           |
| Puderstraße (Lage)           | 0410                   | nach der staubigen Beschaffenheit des ehemaligen Pudergestells, einem alten Flurnamen                                                  | vor 1901            | Die Straße führt von Am Treptower Park bis zur Kiefholzstraße. Sie entwickelte sich aus einem Gestellweg durch die Köllnische Heide und wurde bereits 1793 in einem Plan der Cöllnischen Cämmerei Heide als Pudergestell bezeichnet. Die Mietshäuser mit den Hausnummern 1 und 24 sowie 4 bis 6 stehen unter Denkmalschutz. | Puderstraße           |
| Rethelstraße (Lage)          | 0160                   | Alfred Rethel (1816–1859), Maler | 12. Okt. 1909       | Die Rethelstraße verläuft von der Straße Am Treptower Park bis zur Stuckstraße. Zuerst wurde sie als Straße 11 bezeichnet. Die Mietshäuser mit den Hausnummern 1 und 10 stehen unter Denkmalschutz. | Rethelstraße          |
| Schwindstraße (Lage)         | 040                    | Moritz von Schwind (1804–1871), | 8. Okt. 1909        | Die Straße führt von der Karpfenteichstraße bis zur Ludwig-Richter-Straße. Zuerst hieß sie Straße C. | Schwindstraße         |
| Stuckstraße (Lage)           | 0260                   | Franz von Stuck (1863–1928), Maler | 30. Nov. 1911       | Die Straße verläuft von der Rethelstraße bis zur Herkomerstraße. Sie wurde zuvor als Straße 10 bezeichnet. Die in den Jahren 1927 bis 1929 errichteten Mietshäuser mit den Hausnummern 13–16 stehen unter Denkmalschutz. | Stuckstraße           |
| Wasserweg (Lage)             | 0720                   | der Weg verläuft in die Richtung der Spree                                                                                             | um 1850             | Der Wasserweg verläuft von der Bulgarischen Straße bis zum Dammweg. Am 24. September 1997 wurde er als amtliche Straße entwidmet. | Wasserweg             |
| Willi-Sänger-Straße (Lage)   | 0280                   | Willi Sänger (1894–1944), Angestellter und Widerstandskämpfer                                                                          | 14. Juli 1961       | Die Straße geht von der Neuen Krugallee ab; sie wurde 1960 neu angelegt. Während der Planungsphase wurde sie unter der Bezeichnung Straße 162 geführt. | Willi-Sänger-Straße   |

## Weitere Örtlichkeiten von Plänterwald

### Kleingartenanlagen (KGA, früher auchKolonien)
| - KGA Alte Sternwarte - KGA Am Heidekampgraben: 84 Parzellen, nur bis 2025 gesichert, danach kann eine Wohnbebauung erfolgen - KGA Drosselgarten - KGA Einsamkeit - KGA Fortuna: 62 Parzellen, nur bis 2025 gesichert, danach kann eine Wohnbebauung erfolgen - KGA Grüne Weide - KGA Kreuztal: 100 Parzellen, nur bis 2025 gesichert, danach kann eine Wohnbebauung erfolgen - KGA Kuckucksheim I und II - KGA Am Mississippi: 30 Parzellen, nur bis 2025 gesichert, danach kann eine Wohnbebauung erfolgen | - KGA Parkstraße: 110 Parzellen, bis nach 2025 gesichert, danach kann eine Wohnbebauung erfolgen - KGA Rathaus - KGA Sorgenfrei: 43 Parzellen, nur bis 2025 gesichert, danach kann eine Wohnbebauung erfolgen - KGA Sternwarte 1911: 55 Parzellen, nur bis 2025 gesichert, danach kann eine Wohnbebauung erfolgen - KGA Treptows Ruh 164 Parzellen, nur bis 2025 gesichert, danach kann eine Wohnbebauung erfolgen - KGA Vogelsang I und II |

### Parks und sonstige Anlagen
- Spreepark